# Albshausen (Witzenhausen)
Albshausen ist ein Stadtteil von Witzenhausen im nordhessischen Werra-Meißner-Kreis. Der Ort liegt am Dieffenbach, etwa vier Kilometer nordwestlich von Witzenhausen im Sandwald.

## Geschichte

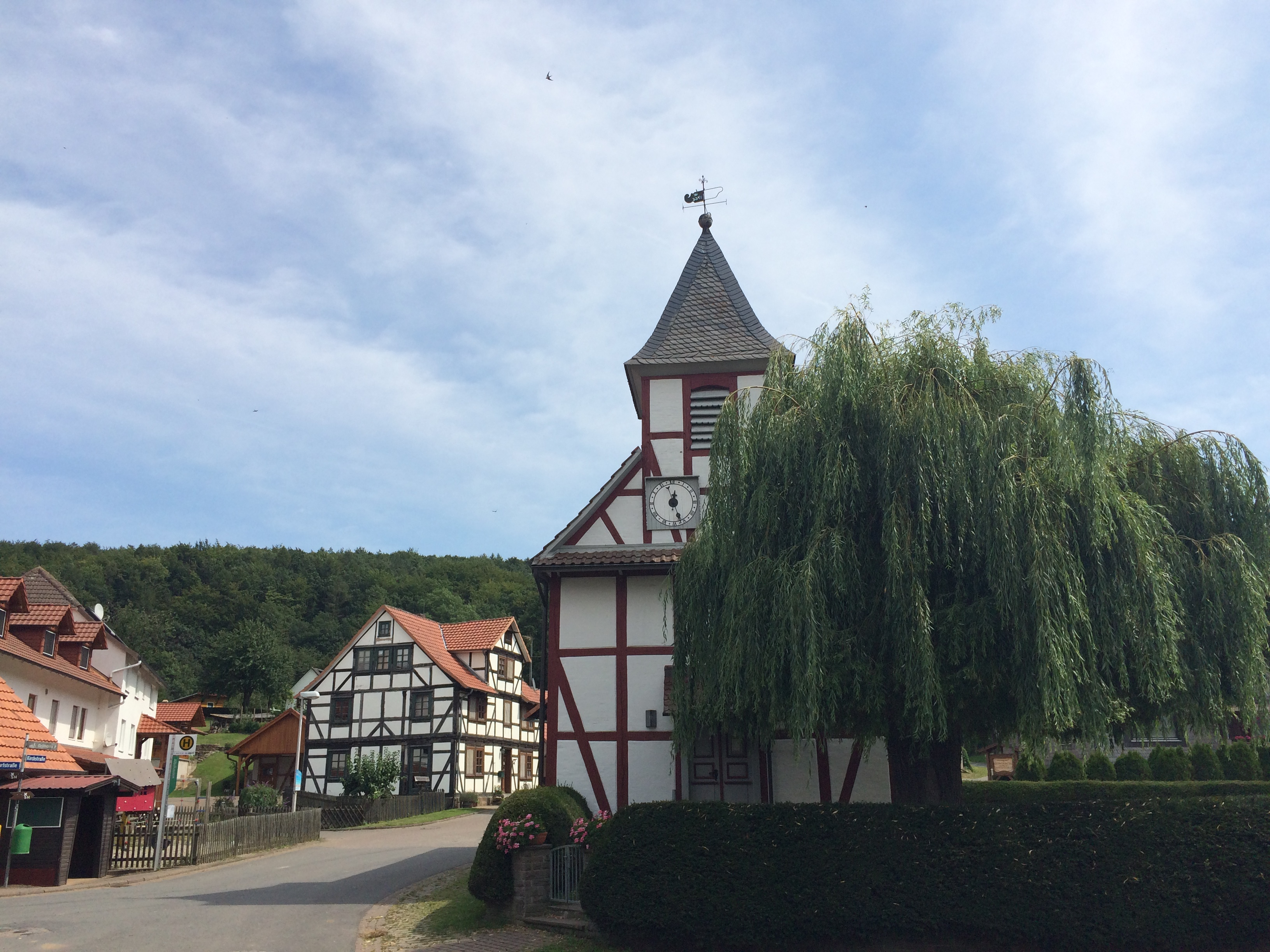
Ortskern und Evangelische Fachwerkkirche

### Namensherkunft
Der Name des Dorfes hat sich im Laufe der Jahrhunderte mehrfach gewandelt und spiegelt die historische Entwicklung der Region wider. Die früheste überlieferte Namensform Albewinestat stammt aus der Zeit zwischen 780 und 802 und ist in einem Kopiar des Codex Eberhardi aus der Zeit um 1160 erhalten. Dieser Name, der die Endung „-stat“ trägt, ist nur an dieser Stelle belegt. Im Jahr 1188 erscheint der Ortsname als Aboldeshusen, während er 1294 als Alveshusen überliefert ist. Im Jahr 1369 wird der Ort sowohl als Albeshusen als auch als Albishusen erwähnt. Im 16. Jahrhundert finden sich die Bezeichnungen Almeshusen und Alveßhusen, jeweils mit dem Zusatz „an dem dorffe“ bzw. „an dorff“. In den Jahren 1575/1585 tauchen die Formen Albertshausen und Albeshausen auf, bevor der Name des Dorfes schließlich im Jahr 1747 als Albshausen dokumentiert wird.
Die früheste belegte Form Albewinestat setzt sich vermutlich aus dem althochdeutschen Personennamen „Albewin“ und der Endung „-stat“ zusammen. Der Name „Albewin“ bedeutet etwa „Freund der Elfen“ („alb“ für Elfe und „win“ für Freund). Die Endung „-stat“ könnte auf eine frühe Siedlungsform oder einen befestigten Ort hindeuten, was den Namen als „Siedlung des Albewin“ interpretieren lässt. Die späteren Namensformen mit der Endung „-husen“ oder „-hausen“ deuten auf eine typische mittelhochdeutsche Entwicklung hin, bei der „-husen“ (später „-hausen“) „Siedlung“ bedeutet. Der Namensbestandteil „Alb-“ könnte sich dabei weiterhin auf den ursprünglichen Personennamen beziehen. Insgesamt könnte der Ortsname somit als „Siedlung des Albewin“ interpretiert werden.

### Mittelalter
Albshausen wurde erstmals zwischen 780 und 802 urkundlich erwähnt, als ein gewisser Nordilus dem Stift Fulda Güter in Albshausen übertrug. Im Jahr 1188 erwarb Kaiser Friedrich I. von Landgraf Ludwig III. unter anderem Güter in Albshausen zur Ausstattung der Kapelle auf der Boyneburg. Im Jahr 1294 überließ Landgraf Heinrich I. von Hessen dem Deutschordenshaus Marburg vier Mansen in Albshausen. 1326 schenkten die von Plesse, mit Zustimmung ihres Lehnsherrn Lupold von Hanstein, dem Kloster Mariengarten einen halben Zehnten von Albshausen. Seit 1369 war das Dorf im Besitz der Familie von Berlepsch, nachdem diese vom Landgrafen mit Albshausen belehnt wurden. Zwei Jahre später, 1371, erhielt Walter von Hundelshausen vom Landgrafen einen halben Zehnten in Albshausen. 1488 wird Albshausen als Standort für Glasproduktion erwähnt.

### Neuzeit
1527 wurde vermutlich die Reformation in Albshausen eingeführt. 1539 erwarb das Kloster Mariengarten die andere Hälfte des Zehnten. Um 1570 wurde Albshausen dem Amt Ludwigstein/Witzenhausen zugeordnet. Von etwa 1570 bis 1747 übte die Familie von Berlepsch die niedere und peinliche Gerichtsbarkeit im Dorf aus.
Während des Dreißigjährigen Krieges wurde Albshausen 1623 möglicherweise durch Kriegsunruhen eingeäschert. Von 1627 bis 1834 gehörte Albshausen zur Landgrafschaft Hessen-Rotenburg, einem teilsouveränen Fürstentum unter der Oberhoheit der Landgrafschaft Hessen-Kassel. Die heute noch erhaltene Bausubstanz aus dem historischen Ortskern stammt überwiegend aus dem 18. Jahrhundert.
So wurde zwischen 1766 und 1768 die Fachwerkkirche von Albshausen erbaut, die 1829 erneuert wurde.
Während der napoleonischen Zeit gehörte Albshausen von 1807 bis 1813 zum Königreich Westphalen, Leine-Departement, Distrikt Göttingen, Kanton Friedland. Nach den Befreiungskriegen kehrte es 1814 zum Kurfürstentum Hessen zurück. Der Ort gehörte bis 1821 zum hessischen Amt Ludwigstein/Witzenhausen und danach zum Landkreis Witzenhausen. Albshausen gehörte ab 1867 zur Provinz Hessen-Nassau im Königreich Preußen und zum Regierungsbezirk Kassel.
Zum 1. Januar 1974 wurde die bis dahin selbständige Gemeinde Albshausen im Zuge der Gebietsreform in Hessen kraft Landesgesetz als neues Stadtteil in die Stadt Witzenhausen eingegliedert. Für die nach Witzenhausen eingegliederten, ehemals eigenständigen Gemeinden wurde je ein Ortsbezirk mit Ortsbeirat und Ortsvorsteher nach der Hessischen Gemeindeordnung gebildet.

## Bevölkerung

### Einwohnerstruktur 2011
Nach den Erhebungen des Zensus 2011 lebten am Stichtag, dem 9. Mai 2011, in Albshausen 60 Einwohner. Darunter waren 3 (5 %) Ausländer. Nach dem Lebensalter waren 15 (25 %) Einwohner unter 18 Jahren, 21 (35 %) zwischen 18 und 49, 6 (10 %) zwischen 50 und 64 und 15 (25 %) Einwohner waren älter. Die Einwohner lebten in 60 Haushalten. Davon waren 24 Singlehaushalte, 6 Paare ohne Kinder und 9 Paare mit Kindern, sowie 3 Alleinerziehende und keine Wohngemeinschaften. In 6 Haushalten lebten ausschließlich Senioren und in 15 Haushaltungen lebten keine Senioren.

### Einwohnerentwicklung
| Quelle: Historisches Ortslexikon |                                     |
| • 1575:                          | 13 Hausgesesse                      |
| • 1585:                          | 13 Hausgesesse                      |
| • 1681:                          | 14 Einwohner                        |
| • 1745:                          | 91 Einwohner                        |
| • 1747:                          | 14 Mannschaften mit 16 Feuerstellen |
| • 1830:                          | 17 Häuser mit 95 Einwohnern         |
| • 1880:                          | 14 Häuser                           |

| Albshausen: Einwohnerzahlen von 1681 bis 2022 | Albshausen: Einwohnerzahlen von 1681 bis 2022 | Albshausen: Einwohnerzahlen von 1681 bis 2022 | Albshausen: Einwohnerzahlen von 1681 bis 2022 | Albshausen: Einwohnerzahlen von 1681 bis 2022 |
| --- | --------------------------------------------- | --------------------------------------------- | --------------------------------------------- | --------------------------------------------- |
| Jahr |                                               |                                               |                                               | Einwohner                                     |
| 1681 | 1681                                          |                                               | 14                                            | 14                                            |
| 1745 | 1745                                          |                                               | 91                                            | 91                                            |
| 1830 | 1830                                          |                                               | 95                                            | 95                                            |
| 1834 | 1834                                          |                                               | 100                                           | 100                                           |
| 1840 | 1840                                          |                                               | 111                                           | 111                                           |
| 1846 | 1846                                          |                                               | 111                                           | 111                                           |
| 1852 | 1852                                          |                                               | 102                                           | 102                                           |
| 1858 | 1858                                          |                                               | 100                                           | 100                                           |
| 1864 | 1864                                          |                                               | 117                                           | 117                                           |
| 1871 | 1871                                          |                                               | 108                                           | 108                                           |
| 1875 | 1875                                          |                                               | 103                                           | 103                                           |
| 1885 | 1885                                          |                                               | 80                                            | 80                                            |
| 1895 | 1895                                          |                                               | 78                                            | 78                                            |
| 1905 | 1905                                          |                                               | 76                                            | 76                                            |
| 1910 | 1910                                          |                                               | 92                                            | 92                                            |
| 1925 | 1925                                          |                                               | 90                                            | 90                                            |
| 1939 | 1939                                          |                                               | 83                                            | 83                                            |
| 1946 | 1946                                          |                                               | 149                                           | 149                                           |
| 1950 | 1950                                          |                                               | 124                                           | 124                                           |
| 1956 | 1956                                          |                                               | 107                                           | 107                                           |
| 1961 | 1961                                          |                                               | 90                                            | 90                                            |
| 1967 | 1967                                          |                                               | 74                                            | 74                                            |
| 1970 | 1970                                          |                                               | 72                                            | 72                                            |
| 2011 | 2011                                          |                                               | 60                                            | 60                                            |
| 2013 | 2013                                          |                                               | 64                                            | 64                                            |
| 2015 | 2015                                          |                                               | 63                                            | 63                                            |
| 2022 | 2022                                          |                                               | 55                                            | 55                                            |
| Datenquelle: Historisches Gemeindeverzeichnis für Hessen: Die Bevölkerung der Gemeinden 1834 bis 1967. Wiesbaden: Hessisches Statistisches Landesamt, 1968. Weitere Quellen: LAGIS; Stadt Witzenhausen; Zensus 2011 |                                               |                                               |                                               |                                               |

### Historische Religionszugehörigkeit
| Quelle: Historisches Ortslexikon |                                                                   |
| • 1885:                          | 80 evangelische (= 100 %) Einwohner                               |
| • 1925:                          | 90 evangelische (= 100 %) Einwohner                               |
| • 1961:                          | 69 evangelische (= 76,67 %), 21 katholische (= 23,33 %) Einwohner |

## Politik
Für Albshausen besteht ein Ortsbezirk (Gebiete der ehemaligen Gemeinde Albshausen) mit Ortsbeirat und Ortsvorsteher nach der Hessischen Gemeindeordnung. Der Ortsbeirat besteht aus drei Mitgliedern. Bei den Kommunalwahlen in Hessen 2021 betrug die Wahlbeteiligung zum Ortsbeirat 87,76 %. Alle Kandidaten gehörten der „Albshäuser Wahlgemeinschaft“ an. Der Ortsbeirat wählte Karl-Jörg Morawek zum Ortsvorsteher.

## Kultur und Sehenswürdigkeiten

### Historische Dorfstruktur
Die Gesamtanlage des Dorfes Albshausen umfasst die ursprüngliche Bebauung des Ortes, die überwiegend aus dem 18. Jahrhundert stammt und in ihrer ungestörten Anordnung die historische Siedlungsstruktur noch heute widerspiegelt. Im Mittelpunkt des Dorfes befindet sich ein Angerplatz, um den die Hofanlagen in dichter, kreisförmiger Anordnung gruppiert sind. Diese Struktur ist ein typisches Merkmal für ländliche Siedlungen in der Region und blieb in Albshausen nahezu unversehrt erhalten. Ein besonderes Element der Bebauung ist der Schafstall, der ungewöhnlicherweise nicht am Ortsrand, sondern aus Schutzgründen im Zentrum des Dorfes errichtet wurde. Diese Anordnung unterstreicht die historische Bedeutung der Viehhaltung für die Dorfbewohner. Die Gesamtanlage von Albshausen ist aufgrund ihrer sozialen und geschichtlichen Bedeutung als Kulturdenkmal ausgewiesen.

### Bauwerke

#### Evangelische Fachwerkkirche

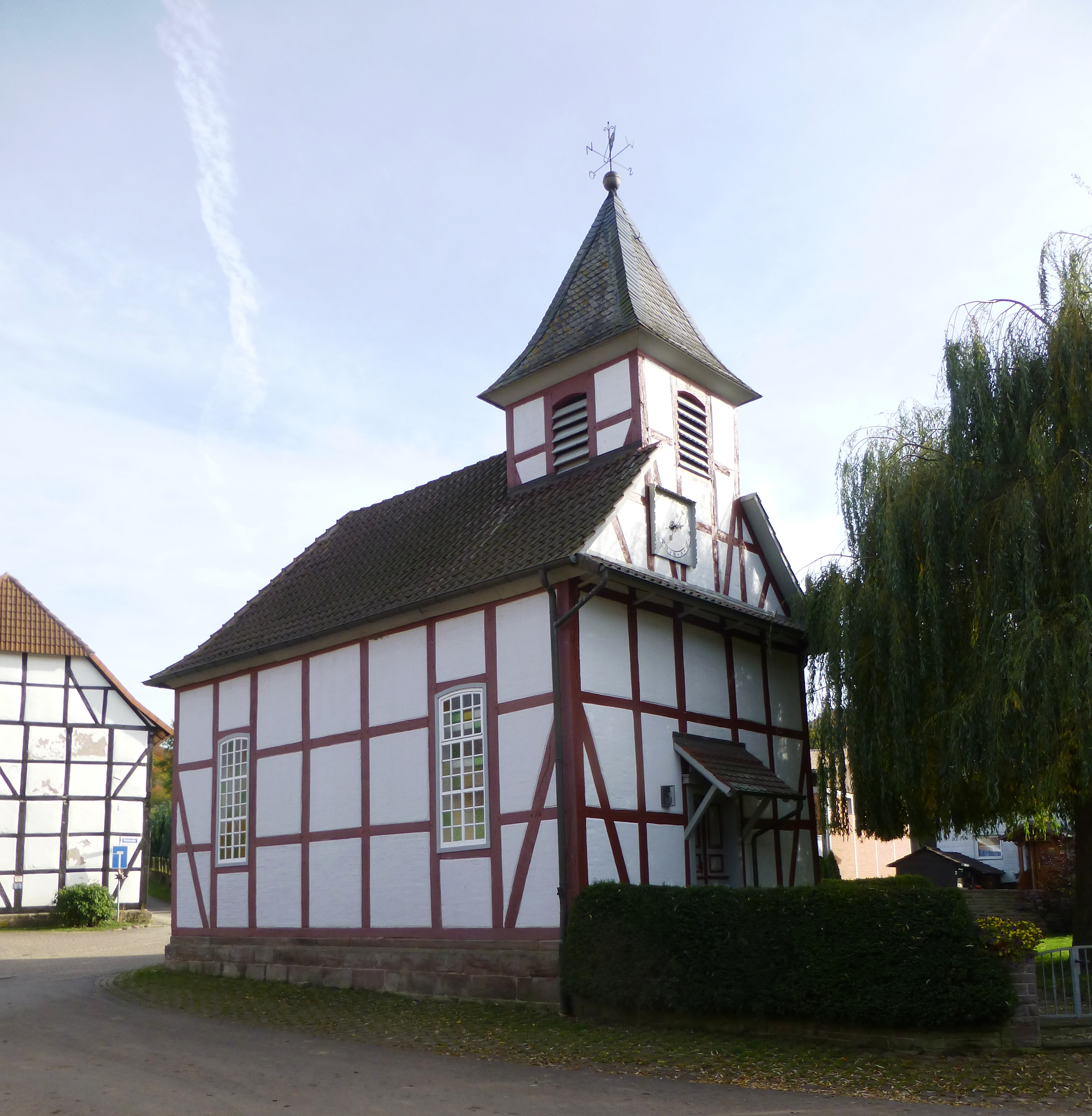
Evangelische Fachwerkkirche

Den Ortsmittelpunkt von Albshausen markiert die kleine evangelische Kirche, die im Jahr 1766 errichtet wurde. Das Gebäude ist in einer schlichten Fachwerkkonstruktion ausgeführt und besitzt ein abschließendes Walmdach sowie einen Dachreiter, der der Fassade aufgelegt ist. Die Wetterfahne auf dem Dach trägt die Jahreszahl 1766. Die Kirche zeichnet sich durch ein schmuckloses Äußeres aus, das dennoch durch seine klare Gestaltung beeindruckt. Das Fachwerk ist an den Gebäudeecken durch 3/4-Streben verstärkt, und die Wände werden von hohen Rechteckfenstern mit flachem Segmentbogenschluss durchbrochen. Im Inneren befindet sich ein einfacher Saal mit einer dreiseitig umlaufenden Empore. Die Kanzel ist zentral an der Stirnwand angebracht und wird von zwei Herrenständen flankiert. Die Bänke und die Empore der Kirche sind aufwendig mit einem Marmor-Imitat und floralen Ornamenten bemalt. Die flache Holzdecke ist vollständig mit barocken Malereien einer Himmelsdarstellung versehen. Im Zentrum der Decke befindet sich eine Rosette, in der der Gottesname Jahwe eingetragen ist. Es ist auch ein Dreieck dargestellt, das die Trinität symbolisiert. Die Rosette bildet den Mittelpunkt der Himmelsszenerie, die von Wolken umgeben ist. Zudem sind kleine Engel abgebildet, deren Erscheinung an die Figuren Max und Moritz erinnert. Zu den bedeutendsten Ausstattungsstücken gehören eine hölzerne Kanzel und ein Opferstock aus dem Jahr 1769 sowie eine Altarmensa von 1767 und eine historische Ofenplatte. Aufgrund ihres hervorragenden Erhaltungszustands steht die Kirche unter Denkmalschutz. Einer Legende zufolge handelt es sich bei dieser Kirche um eine sogenannte „Sühnekirche“. Diese soll von einem Vorfahren derer von Berlepsch errichtet worden sein, nachdem dieser einen Schäfer erschlagen haben soll und als Wiedergutmachung den Bau der Kirche auferlegt bekam.

#### Schafstall
Ein weiteres herausragendes Bauwerk in Albshausen ist der mächtige Schafstall, der aus der Mitte des 18. Jahrhunderts stammt. Dieses Gebäude ist von außergewöhnlicher Größe und vermutlich einzigartig im Werra-Meißner-Kreis. Der Schafstall erstreckt sich über einen schmalrechteckigen Grundriss und besteht aus zwei Geschossen. Das Erdgeschoss ist aus Bruchsteinmauerwerk mit betonter Eckquaderung gefertigt, während das Obergeschoss aus Fachwerk mit Andreaskreuzen besteht. Hohe Tore öffnen den Stall an den Giebelseiten. Das Mansarddach beherbergt im Obergeschoss den Futterboden. Der Innenraum hat seine ursprüngliche Dreischiffigkeit bewahrt, wobei die hölzernen Stützen auf zwei hohen, steinernen Sockeln ruhen. Durch seine Größe und die dominante bauliche Präsenz ist der Schafstall ein prägendes Element des Ortsbildes und ein hervorragend erhaltenes Beispiel regionaltypischer Wirtschaftsgebäude.

#### Gerd-Dörrig-Hütte
Die Gerd-Dörrig-Hütte ist eine nach zwei Seiten offene Schutzhütte. Sie wurde im Rahmen eines Stadtteilprojektes des IKEK-Programmes im Jahr 2017 erbaut und 2018 eingeweiht. Sie liegt an einer Schleife des Werra-Burgen-Steiges in der Nähe von Schloss Berlepsch und bietet einen Panoramablick auf das Werratal und den Kaufunger Wald. Neben der Hütte befinden sich eine kleine Feuerstelle und ein Bolzplatz. Die Hütte wurde nach dem verstorbenen Ortsvorsteher Gerd Dörrig benannt. Die Hütte dient nicht nur Wanderern als Schutz, sondern wird auch von den Dorfbewohnern Albshausens für Grillfeste und als Abschlussort von Wandertagen genutzt.

### Natur
Auf dem Friedhof von Albshausen befindet sich eine etwa 250 Jahre alte Eiche. Diese ist im Volksmund als "Kaisereiche" bekannt und wurde im Jahr 2011 vom Werra-Meißner-Kreis als Naturdenkmal ausgewiesen. Diese Auszeichnung erfolgte aufgrund der beeindruckenden Proportionen des Baumes, seines hohen Alters, seiner prägenden Lage im Ortsbild sowie seines kulturhistorischen Bezugs zur Deutschen Reichsgründung 1871.
Albshausen wird von einem Teilabschnitt des Fernwanderwegs Werra-Burgen-Steig durchquert, der als Werra-Burgen-Steig Hessen (X5H) bekannt ist.